# Ptecticus aeneithorax
Ptecticus aeneithorax är en tvåvingeart som beskrevs av de Meijere 1919. Ptecticus aeneithorax ingår i släktet Ptecticus och familjen vapenflugor. Inga underarter finns listade i Catalogue of Life.